# Čierna
Čierna (em húngaro: Ágcsernyő) é um município da Eslováquia, situado no distrito de Trebišov, na região de Košice. Tem 4,24 km² de área e sua população em 2018 foi estimada em 462 habitantes.

## Demografia
| Ano:        | 1994 | 2004   | 2014    | 2024    |
| ----------- | ---- | ------ | ------- | ------- |
| Broj ljudi: | 437  | 416    | 467     | 420     |
| Razlika:    |      | -4,80% | +12,25% | -10,06% |

| Ano:               | 2023 | 2024 |
| ------------------ | ---- | ---- |
| Número de pessoas: | 420  | 420  |
| Diferença:         |      | +0%  |